# معركة إمبروس (1717)
معركة إمبروس أو إمبروز هي معركة بحرية وقعت في 12 و 13 و 16 يونيو 1717م بالقرب من إمبروس في بحر ايجه. كانت معركة صعبة ولكن النهاية غير حاسمة إلى حد ما بين أسطول البندقية، والأسطول العثماني.